# Maksim Koncevič
Maksim L'vovič Koncevič (in russo Максим Львович Концевич?, noto in occidente come Maxim Lvovich Kontsevich; Chimki, 25 agosto 1964) è un matematico russo, vincitore della medaglia Fields nel 1998.
È conosciuto per i suoi lavori in fisica matematica, in particolare per aver sviluppato la teoria della simmetria speculare omologica (Homological Mirror Symmetry) nell'ambito della teoria delle stringhe.

## Riconoscimenti
- 1997  Premio Henri Poincaré
- 1998  Medaglia Fields
- 2008  Premio Crafoord
- 2012  Premio Shaw